# 에마누엘레 필리베르토 디 사보이아아오스타 공작
에마누엘레 필리베르토 디 사보이아아오스타(이탈리아어: Emanuele Filiberto di Savoia-Aosta, 스페인어: Manuel Filiberto de Saboya-Aosta 마누엘 필리베르토 데 사보야아오스타[*], 본명: 에마누엘레 필리베르토 비토리오 에우제니오 알베르토 제노바 주세페 마리아(Emanuele Filiberto Vittorio Eugenio Alberto Genova Giuseppe Maria), 1869년 1월 13일 ~ 1931년 7월 4일)는 이탈리아의 왕족, 군인이다.
1869년 1월 13일 제노바에서 스페인의 아마데오 1세 국왕과 그의 아내인 마리아 비토리아 달 포초 델라 치스테르나의 장남으로 태어났다. 사보이아가 출신인 그는 이탈리아 왕국의 비토리오 에마누엘레 2세 국왕의 손자이자 비토리오 에마누엘레 3세 국왕의 사촌이기도 하다.
1871년부터 1873년까지 스페인의 왕위 계승자에 해당하는 직위인 아스투리아스 공을 역임했으며 1890년부터 1931년까지 아오스타 공작을 역임했다. 제1차 세계 대전에서 이탈리아 육군 제3군단 사령관으로 복무하여 참전하면서 "불패의 군대"라는 별칭을 받았고 1926년에는 베니토 무솔리니 총리로부터 원수 계급을 받았다. 1931년 7월 4일 토리노에서 사망했다.

## 자녀
그는 엘렌 도를레앙과 결혼했으며 슬하에 두 아들을 두었다. 엘렌 도를레앙은 필리프 드 파리 백작과 그의 아내인 마리이자벨 도를레앙의 딸이기도 하다.
| 사진 | 이름                              | 생일             | 사망                   | 기타                                  |
| ---- | --------------------------------- | ---------------- | ---------------------- | ------------------------------------- |
|      | 아메데오 디 사보이아아오스타 공작 | 1898년 10월 21일 | 1942년 3월 3일 (43세)  | 안 도를레앙과 결혼, 슬하 2녀          |
|      | 아이모네 디 사보이아아오스타 공작 | 1900년 3월 9일   | 1948년 1월 29일 (47세) | 그리스의 이리니 공주와 결혼, 슬하 1남 |